# Fruit Bats (grup de música)
Fruit Bats és una banda nord-americana de rock formada en 1997 en Chicago, Illinois. És considerada com una de les bandes importants dins del boom del rock folk de principis dels anys 2000. El grup ha fet nombrosos canvis de músics però qui ha aconseguit donar a conèixer la banda ha estat el compositor i cantant Eric D. Johnson.

## Història
En 2000, Eric D. Johnson era professor en la Old Town School of Folk Music, on va dirigir la seua pròpia banda de rock anomenada I Rowboat, i va tocar la guitarra en diversos grups tot incluint Califone i The Shins.
Fruit Bats havia començat desenvolupar-se com a grup amb la inclusió d'algunes membres de I Rowboat: Dan Strack i Brian Belval. En 2001 Echolocation, el seu primer album va ser realitzat en l'editor de Califone, Perishable Records. Realitzaren tours amb els Modest Mouse and The Shins. Encara que Johnson tocava amb el seu nou grup, en 2009 també ho va fer amb els The Shins.
Fruit Bats signà amb Sub Pop en 2002 i realitzaren quatre albums amb la discogràfica: Mouthfuls en 2003, Spelled in Bones en 2005, The Ruminant Band en 2009 i Tripper in 2011.
En una entrervista amb Reverb Magazine's Nick Milligan (Austràlia), Eric D. Johnson digué el següent sobre el treball anomenat The Ruminant Band: "No hauria de dir que tenia clares idees sobre el que volia The Ruminant Band que defireix d'altres de les nostres gravacions, però sabia que ho volia definitivament. Prèviament, quan vaig fer els altres àlbums, vaig pensar d'establir-me unes regles. (...) He deixat que altres membres del grup toquen, en comptes d'estar jo a càrrec. Vaig tocar molt poc en este àlbum – Vaig escriure les cançons, vaig participar en les veus i vaig tocar un poc el piano, però tota la resta ho ha fet el grup. Esta veritat és una cosa que està amb mi. Vaig estar quatre pensant-ho. Es pot aconseguir només quan estàs fent -entre cometes- una cosa en solitari. El meu grup té molt de talent, així que volia que les seues veus s'escoltaren."
La cançó "When U Love Somebody", de l'àlbum Mouthfuls apareix en la pel·lícula del 2010, "Youth in Revolt".
El videoclip de la cançó "The Ruminant Band", de l'àlbum The Ruminant Band va ser gravat a El Monte, CA i dirigit per The General Assembly. Eric D. Johnson és l'únic membre dels Fruit Bats que apareix, juntament amb el guitarrista, ja llegendari, Willie Chambers dels The Chambers Brothers.
En juny de l'any 2011, Johnson va aparèixer en el videoclip de la cançó "You're Too Weird" de l'àlbum Tripper. El video va ser gravat in Hollywood, CA i dirigit per The General Assembly.
En Nnvembre de 2013 Johnson anuncià la dissolució de Fruit Bats en la pàgina web del grup. La banda va tocar en molts concerts, on aprofitaren per celebrar el decé aniversari de l'àlbum Mouthfuls, en el Pacific Northwest, amb la seua interpretació final a Portland el 16 de novembre de 2013.
Tot i això, Johnson va anunciar via Twitter en maig del 2015 que estava preparant un projecte nou de Fruit Bats i va compartir fotografies a Instagram de les seves lletres. El nou àlbum dels Fruit Bats, Absolute Loser,sortiria a la llum un any després.
Johnson és cofundador del Huichica Musical Festival, a Sonoma, Califòrnia, juntament amb Jeff Bundschu, propietari del celler Gundlach Bundschu. Començaren l'any 2009 com un lloc perquè ell i els seus amics pogueren tocar.
En l'any 2021, la banda participà en el Newport Folk Festival, que se celebra en el mes de juliol. Aquell any gravà una versió sencera del disc Siamese Dream del grup The Smashing Pumpkins.
En gener del 2022 llançà el disc Sometimes a cloud is just a cloud: slow growers, sleeper hits and lost songs, una selecció personal de cançons feta pel propi Eric D. Johnson des de l'any 2001 fins a l'any 2021.

## Influències musical
D'acord amb un article publicat en The Aspen Times, el cantant i líder del grup, admet que les influències del grup són cançons dels anys setanta que sonaven en la ràdio, les quals ell va escoltar mentre passava la infantesa en Naperville, Illinois; però també digué que se sentia influenciat per 
The Grateful Dead.
Un escriptor va descriure el quart album de la banda, The Ruminant Band, com una modificació de la música del sud de Califòrnia i el alternative country, amb elements clars dels icones del rock clàssic incloent Neil Young, Fleetwood Mac i Three Dog Night.
En una entrada d'un blog musical, Chicago Sun-Times, del 2010, parlava de les influències com The Byrds, l'album The Kinks The Village Green Preservation Society, o Supertramp. Segons la mateixa entrada del blog, el cantant del grup, E. Johnson, va dir que "va començar amb influències hippies, però també del pop, i això va ser un canvi revolucionari".

## Discografia

### Àlbums
- Echolocation (2001)
- Mouthfuls (2003)
- Spelled in Bones (2005)
- The Ruminant Band (2009)
- Tripper (2011)
- Absolute Loser (2016)
- Gold Past Life (2019)
- The Pet Parade (2021)
- Sometimes a cloud is just a cloud (2022)
- A River Running To Your Heart (2023)
- Baby man (2025)

### Altres aparicions
- You Be My Heart (2013)